# Deto aucklandiae
Deto aucklandiae là một loài chân đều trong họ Detonidae. Loài này được Thomson miêu tả khoa học năm 1879.